# Yiğit İncedemir
Yiğit İncedemir (sinh 9 tháng 3 năm 1985) là một cầu thủ bóng đá Thổ Nhĩ Kỳ thi đấu ở vị trí tiền vệ phòng ngự cho Adana Demirspor. Anh cũng là cầu thủ quốc tế, từng thi đấu cho Thổ Nhĩ Kỳ ở các cấp độ U-15, U-18 và U-19.

## Sự nghiệp câu lạc bộ
İncedemir bắt đầu sự nghiệp thi đấu nghiệp dư với Güraltay năm 1997. İzmirspor chuyển nhượng anh năm 1999, trước khi đến Karşıyaka năm 2003. Anh trải qua 4 năm cùng câu lạc bộ trước khi gia nhập Adana Demirspor năm 2007. Manisaspor ký hợp đồng với anh năm 2008.
İncedemir ra mắt đội tuyển quốc gia Thổ Nhĩ Kỳ sau khi được lựa chọn bởi Guus Hiddink trong trận gặp Hà Lan. İncedemir thay dự bị cho Selçuk İnan ở phút 90, trong trận đấu mà Thổ Nhĩ Kỳ thất bại với tỉ số 1-0.